# 同盟國武裝干涉俄國內戰
同盟国对俄罗斯内战的干预包括从1918年开始的一系列多国军事远征。干預是从东线開始的，针对新成立的俄罗斯共和国发起。干预的主要目标是维持在布列斯特-立托夫斯克条约中获得的领土，防止东部战线的重建，并管理新征服的领土。同盟国战败后，许多留下来的军队主要帮助俄罗斯白軍铲除波罗的海地区的共产党人，直到他们最终撤军并被击败。此外，亲德派系与新独立的波罗的海国家作战，直到他們被戰勝的同盟国軍隊的支持下被波罗的海国家击败。

## 同盟國干预序幕
同盟国與俄罗斯的战争已经持續了三年。俄罗斯帝国在战争初期处于复杂的境地。雖然输给了德意志帝国，但他们在对奥匈帝国和奥斯曼帝国的戰爭中也取得了一些胜利。然而在1917 年，俄罗斯陷入了困境，德奧奪取了波兰、立陶宛和西白俄罗斯的部分領土。即使罗马尼亚參戰，俄罗斯也无法反击。这些条件导致了二月革命和俄罗斯共和国的成立。新共和国的情况也没有好转，陷入了持续的僵局。随着俄罗斯内战的爆發，共和国的崩溃和蘇俄的崛起，东部边境出现了真空。一些国家在德国决定利用的混乱中挣脱了束缚。

### 与同盟国講和

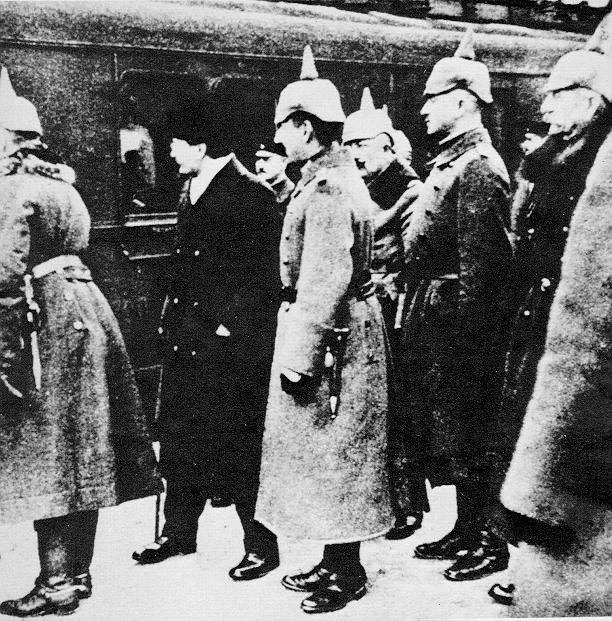
1918年1月8日，苏联代表团与托洛茨基在布列斯特-立托夫斯克受到德国军官的欢迎

布尔什维克决定立即与德意志帝国和同盟国讲和，正如他们在革命前向俄罗斯人民承诺的那样。 弗拉基米尔·列宁的政敌将这一决定归因于德国皇帝威廉二世外交部向列宁提供的赞助，希望通过革命，俄罗斯能够退出第一次世界大战。德国外交部对列宁返回彼得格勒的支持加剧了这种怀疑。 然而，在俄罗斯临时政府夏季攻势（1917年6月）军事惨败后摧毁了俄罗斯军队的结构，列宁实现所承诺的和平变得至关重要。  甚至在夏季攻势失败之前，俄罗斯民众就对战争的继续持怀疑态度。西方社会主义者迅速从法国和英国赶来，说服俄罗斯人继续战斗，但无法改变俄國新的反戰情绪。 
1917年12月16日，俄罗斯与同盟国在布列斯特-立托夫斯克签署停战協定，开始和谈。 同盟国提出的条约将前俄罗斯帝国的大片领土割让给德意志帝国和奥斯曼帝国，这极大地激怒了民族主义者和保守派。1月30日，布列斯特談判恢復。作為外交人民委員（即外交部長）、談判代表團團長，托洛茨基臨行前與列寧約定：如果德國下了最後通牒就讓步簽約。結果德國果然向蘇俄下了最後通牒，托洛茨基向列寧電報詢問對策，列寧立即覆電堅持：接受德國條件，立即簽約。但是托洛茨基沒有接受列寧的建議，而是發表了拒絕簽約的聲明，率團離開布列斯特。 
有鉴于此，德军于1918年2月18日在东线开始了拳擊行动，在持续11天的战役中几乎没有遇到任何抵抗。 签署正式和平条约是布尔什维克眼中唯一的选择，因为俄罗斯军队已经遣散，新组建的红卫兵无力阻止前进。他们还明白，即将到来的反革命抵抗比条约的让步更危险，列宁认为鉴于世界革命的愿望，条约的让步是暂时的。苏联同意了和平条约，并于3月6日批准了正式协议《布列斯特-立托夫斯克条约》。苏联认为该条约只是结束战争的必要與权宜之計。 《布列斯特-立托夫斯克条约》簽訂后，德意志帝国在其势力范围内创建了几个短暂的卫星缓冲国：波罗的海联合公国、库尔兰和瑟米加利亚公国、立陶宛王国、波兰王国、 白俄罗斯人民共和国和乌克兰国。 1918年11月德国在第一次世界大战中战败后，这些国家被解散。  
芬兰是第一个于1917年12月宣布脱离俄罗斯独立的共和国，并在随后的 1918年1月至5月芬兰内战中建立了自己的国家 。1918年11月布列斯特-立托夫斯克条约废除和苏联开始向西进攻后，波兰第二共和国、立陶宛、拉脱维亚和爱沙尼亚立即组建了自己的军队

## 停战后
同盟国最终垮台后，占领东部领土的军队无法得到新德军的补给，而新的國家防衛軍人数已减少到不超过10万。撤军造成巨大的权力真空，因为那些刚刚宣布独立的国家发现很难组建一支军队来抵御苏联的进攻。一些部队变成了非官方的德国部队，例如自由军团、波罗的海国家国防军和西俄羅斯志願軍。这些新军队的主要作戰基地是在波罗的海地区，参加立陶宛、拉脱维亚和爱沙尼亚独立战争，目标是维持德国在该地区的霸权。

## 后果

### 干预结束
1919年底，波罗的海国家即将独立，西线戰事也即将结束。随着波罗的海独立战争的结束，西俄罗斯志愿军逐渐被淘汰。 1919年12月中旬，沃尔特·冯·埃伯哈特组织了一次从立陶宛撤军到东普鲁士，最后回到德国领土的行动。

## 笔记
1. ↑  1917–1918
2. ↑  1917–1918
3. ↑  1917–1918
4. ↑  1918–20
5. ↑  1918–19
6. ↑  1918–20